# Circonscription Woreda 18
La circonscription Woreda 18 est une des 23 circonscriptions législatives de la ville-région d'Addis-Abeba. Son représentant actuel est Alemayehu Tegenu Argaw[réf. nécessaire].